# Gruppi della Virgo II
I Gruppi della Virgo II sono un ammasso di galassie situati prospetticamente nella costellazione della Vergine ad una distanza mediamente compresa tra 55 e 80 milioni di anni luce dalla Terra.
Costituiscono l'estensione meridionale dell'Ammasso della Vergine, sviluppandosi su un'area di oltre 30 milioni di anni luce.
I principali gruppi di galassie che costituiscono l'ammasso sono: il Gruppo di NGC 4030, il Gruppo di NGC 4179, il Gruppo di M61, il Gruppo di NGC 4753, il Gruppo di NGC 4697, il Gruppo di NGC 4699, il Gruppo di 4856, il Gruppo di NGC 4995, il Gruppo di 5084, unitamente a svariate galassie sparse.

## Gruppi di galassie che compongono i Gruppi della Virgo II
Di seguito sono elencati i principali gruppi di galassie che compongono l'ammasso.
| Nome Galassia | Tipo    | R.A (J2000)   | DEC (J2000)  | Redshift (z) | Distanza M a.l. | Immagine |
| ------------- | ------- | ------------- | ------------ | ------------ | --------------- | -------- |
| NGC 4030      | SA(s)bc | 12h 00m 23.6s | -01° 06′ 00″ | 0,004887     | 81              |          |
| UGC 6970      | SB(s)m  | 11h 58m 46.0s | -01° 27′ 43″ | 0,004924     | 82              |          |
| UGC 7000      | IB(s)m  | 12h 01m 11.2s | -01° 17′ 45″ | 0,004977     | 82              |          |

| Nome Galassia | Tipo     | R.A (J2000)   | DEC (J2000)  | Redshift (z) | Distanza M a.l. | Immagine |
| ------------- | -------- | ------------- | ------------ | ------------ | --------------- | -------- |
| NGC 4116      | SB(rs)dm | 12h 07m 37.1s | +02° 41′ 26″ | 0,004366     | 74              |          |
| NGC 4123      | SB(r)c   | 12h 08m 11.1s | +02° 52′ 42″ | 0,004426     | 75              |          |
| NGC 4179      | Sb(f)    | 12h 12m 52.1s | +10° 17′ 59″ | 0,004336     | 74              |          |
| UGC 7035      | SB(r)a   | 12h 03m 40.1s | +02° 38′ 28″ | 0,004081     | 70              |          |

| Nome Galassia    | Tipo      | R.A (J2000)   | DEC (J2000)  | Redshift (z) | Distanza M a.l. | Immagine |
| ---------------- | --------- | ------------- | ------------ | ------------ | --------------- | -------- |
| NGC 4255         | SB(r)0^0^ | 12h 18m 56.1s | +04° 47′ 10″ | 0,006655     | 104             |          |
| M61 (o NGC 4303) | SAB(rs)bc | 12h 21m 54.9s | +04° 28′ 25″ | 0,005224     | 85              |          |
| NGC 4324         | SA(r)0+   | 12h 23m 06.2s | +05° 15′ 01″ | 0,005554     | 89              |          |
| NGC 4420         | SB(r)bc   | 12h 26m 58.5s | +02° 29′ 40″ | 0,005621     | 90              |          |
| NGC 4496A        | SB(rs)m   | 12h 31m 39.2s | +03° 56′ 22″ | 0,005771     | 92              |          |
| NGC 4517A        | SB(rs)dm  | 12h 32m 28.1s | +00° 23′ 23″ | 0,005087     | 83              |          |
| NGC 4527         | SAB(s)bc  | 12h 34m 08.4s | +02° 39′ 13″ | 0,005791     | 92              |          |
| NGC 4533         | SAd       | 12h 34m 22.0s | +02° 19′ 31″ | 0,005847     | 93              |          |
| NGC 4536         | SAB(rs)bc | 12h 34m 27.0s | +02° 11′ 17″ | 0,006031     | 96              |          |
| NGC 4581         | E+        | 12h 38m 05.2s | +01° 28′ 40″ | 0,006064     | 96              |          |
| NGC 4599         | SA0/a     | 12h 40m 27.1s | +01° 11′ 49″ | 0,006124     | 97              |          |
| NGC 4632         | SAc       | 12h 42m 32.0s | -00° 04′ 57″ | 0,005747     | 92              |          |
| IC 3474          | Sd(f)     | 12h 32m 36.5s | +02° 39′ 41″ | 0,005761     | 92              |          |
| PGC 40951        | S         | 12h 28m 03.6s | +02° 54′ 36″ | 0,004951     | 81              |          |
| UGC 7387         | Sd(f)     | 12h 20m 17.3s | +04° 12′ 06″ | 0,005784     | 93              |          |
| UGC 7612         | Sm        | 12h 29m 02.1s | +02° 43′ 23″ | 0,005254     | 85              |          |
| UGC 7780         | Sdm       | 12h 36m 42.1s | +03° 06′ 30″ | 0,004807     | 79              |          |

| Nome Galassia | Tipo       | R.A (J2000)   | DEC (J2000)   | Redshift (z) | Distanza M a.l. | Immagine |
| ------------- | ---------- | ------------- | ------------- | ------------ | --------------- | -------- |
| NGC 4636      | E0-1       | 12h 42m 49.8s | +02° 41′ 16″  | 0,003129     | 57              |          |
| NGC 4643      | SB(rs)0/a  | 12h 43m 20.1s | +01° 58′ 42″  | 0,004446     | 74              |          |
| NGC 4688      | SB(s)cd    | 12h 47m 46.5s | +04° 20′ 10″  | 0,003289     | 59              |          |
| NGC 4753      | I0         | 12h 52m 22.1s | -01° 11′ 59″  | 0,003879     | 67              |          |
| NGC 4771      | SAd        | 12h 53m 21.2s | +01° 16′ 09″  | 0,003784     | 65              |          |
| NGC 4772      | SA(s)a     | 12h 53m 29.1s | +02° 10′ 06″  | 0,003469     | 61              |          |
| NGC 4808      | SA(s)cd    | 12h 55m 48.9s | +04° 18′ 15″  | 0,002533     | 48              |          |
| NGC 4845      | SA(s)ab    | 12h 58m 01.2s | +01° 34′ 33″  | 0,004110     | 69              |          |
| NGC 4900      | SB(rs)c    | 13h 00m 39.2s | +02° 30′ 03″  | 0,003201     | 57              |          |
| NGC 4904      | SB(s)cd    | 13h 00m 58.6s | -00° 01′ 39″  | 0,003936     | 67              |          |
| UGC 7824      | SB(s)m     | 12h 39m 50.3s | +01° 40′ 222″ | 0,004093     | 70              |          |
| UGC 7911      | (R')SB(s)m | 12h 44m 28.8s | +00° 28′ 05″  | 0,003935     | 68              |          |
| UGC 7982      | Sd(f)      | 12h 49m 50.2s | +02° 51′ 05″  | 0,003853     | 66              |          |
| UGC 8041      | SB(s)d     | 12h 55m 12.6s | +00° 07′ 00″  | 0,004408     | 74              |          |

| Nome Galassia | Tipo        | R.A (J2000)   | DEC (J2000)  | Redshift (z) | Distanza M a.l. | Immagine |
| ------------- | ----------- | ------------- | ------------ | ------------ | --------------- | -------- |
| NGC 4697      | E6          | 12h 48m 35.9s | -05° 48′ 03″ | 0,004140     | 70              |          |
| NGC 4731      | SB(s)cd     | 12h 51m 01.1s | -06° 23′ 35″ | 0,004967     | 81              |          |
| NGC 4775      | SA(s)d      | 12h 53m 45.7s | -06° 37′ 20″ | 0,005230     | 85              |          |
| NGC 4941      | (R)SAB(r)ab | 13h 04m 13.1s | -05° 33′ 05″ | 0,003696     | 64              |          |
| NGC 4948      | SB(s)dm     | 13h 04m 55.9s | -07° 56′ 52″ | 0,003746     | 65              |          |
| NGC 4948A     | SB(s)dm     | 13h 05m 05.8s | -08° 09′ 41″ | 0,005140     | 83              |          |
| NGC 4958      | SB(r)0      | 13h 05m 48.9s | -08° 01′ 13″ | 0,004853     | 79              |          |
| IC 3908       | SB(s)d      | 12h 56m 40.6s | -07° 33′ 46″ | 0,004323     | 73              |          |
| MCG-1-33-1    | SAB(rs)dm   | 12h 44m 03.5s | -05° 40′ 34″ | 0,004770     | 79              |          |
| MCG-1-33-3    | SAB(s)m     | 12h 45m 41.4s | -06° 04′ 08″ | 0,004923     | 81              |          |
| MCG-1-33-11   | IB(s)m      | 12h 48m 43.1s | -05° 15′ 14″ | 0,004473     | 75              |          |
| MCG-1-33-33   | IAB(s)m     | 12h 52m 38.3s | -06° 17′ 23″ | 0,005117     | 83              |          |
| MCG-1-33-59   | SA(s)dm     | 12h 57m 15.8s | -05° 20′ 47″ | 0,004196     | 71              |          |
| MCG-1-33-61   | Sdm         | 12h 58m 48.9s | -06° 06′ 46″ | 0,005337     | 86              |          |
| MCG-1-33-82   | IB(s)m      | 13h 05m 14.3s | -07° 53′ 21″ | 0,003746     | 65              |          |
| UGCA 310      | IB(s)m      | 12h 57m 12.1s | -04° 09′ 32″ | 0,005100     | 83              |          |

| Nome Galassia | Tipo      | R.A (J2000)   | DEC (J2000)  | Redshift (z) | Distanza M a.l. | Immagine |
| ------------- | --------- | ------------- | ------------ | ------------ | --------------- | -------- |
| NGC 4699      | SAB(rs)b  | 12h 49m 02.2s | -08° 49′ 53″ | 0,004650     | 77              |          |
| NGC 4700      | SB(s)c    | 12h 49m 08.1s | -11° 24′ 35″ | 0,004700     | 78              |          |
| NGC 4722      | SB(r)0/a  | 12h 51m 32.4s | -13° 19′ 48″ | 0,004300     | 60              |          |
| NGC 4742      | E4        | 12h 51m 48.0s | -10° 27′ 17″ | 0,004236     | 72              |          |
| NGC 4781      | SB(rs)d   | 12h 54m 23.7s | -10° 32′ 14″ | 0,004203     | 71              |          |
| NGC 4790      | SB(rs)c   | 12h 54m 51.9s | -10° 14′ 52″ | 0,004483     | 75              |          |
| NGC 4802      | SA(r)0    | 12h 55m 49.6s | -12° 03′ 19″ | 0,003139     | 57              |          |
| NGC 4818      | SAB(rs)ab | 12h 56m 48.9s | -08° 31′ 31″ | 0,003552     | 62              |          |
| MCG-2-33-15   | SB(s)m    | 12h 49m 23.7s | -10° 07′ 06″ | 0,004366     | 73              |          |
| MCG-2-33-47   | IB(s)m    | 12h 53m 57.3s | -12° 06′ 21″ | 0,002739     | 51              |          |
| UGCA 311      | Sdm       | 12h 57m 46.8s | -09° 38′ 01″ | 0,004944     | 81              |          |
| UGCA 314      | IB(s)m    | 13h 00m 17.2s | -12° 20′ 48″ | 0,005269     | 85              |          |

| Nome Galassia | Tipo         | R.A (J2000)   | DEC (J2000)  | Redshift (z) | Distanza M a.l. | Immagine |
| ------------- | ------------ | ------------- | ------------ | ------------ | --------------- | -------- |
| NGC 4856      | SB(s)0/a     | 12h 59m 21.3s | -15° 02′ 32″ | 0,004513     | 75              |          |
| NGC 4984      | (R)SAB(rs)0+ | 13h 08m 57.2s | -15° 30′ 59″ | 0,004266     | 71              |          |
| MCG-2-33-82   | IB(s)m       | 13h 00m 05.1s | -15° 21′ 55″ | 0,005330     | 86              |          |
| MCG-2-33-88   | IB(s)m       | 13h 00m 43.5s | -15° 42′ 56″ | 0,004602     | 76              |          |
| MCG-3-33-32   | IAm          | 13h 06m 18.4s | -17° 30′ 53″ | 0,004903     | 80              |          |

| Nome Galassia | Tipo     | R.A (J2000)   | DEC (J2000)  | Redshift (z) | Distanza M a.l. | Immagine |
| ------------- | -------- | ------------- | ------------ | ------------ | --------------- | -------- |
| NGC 4942      | SAB(s)d  | 13h 04m 19.1s | -07° 38′ 58″ | 0,005807     | 92              |          |
| NGC 4981      | SAB(r)bc | 13h 08m 48.7s | -06° 46′ 39″ | 0,005604     | 89              |          |
| NGC 4995      | SAB(rs)b | 13h 09m 40.6s | -07° 50′ 00″ | 0,005811     | 92              |          |
| IC 4212       | SB(s)cd  | 13h 12m 03.0s | -06° 58′ 33″ | 0,004923     | 80              |          |

| Nome Galassia | Tipo       | R.A (J2000)   | DEC (J2000)  | Redshift (z) | Distanza M a.l. | Immagine |
| ------------- | ---------- | ------------- | ------------ | ------------ | --------------- | -------- |
| NGC 5084      | S0         | 13h 20m 16.9s | -21° 49′ 39″ | 0,005741     | 90              |          |
| NGC 5087      | E+         | 13h 20m 24.9s | -20° 36′ 40″ | 0,006198     | 96              |          |
| NGC 5134      | (R)SAB(r)a | 13h 25m 18.5s | -21° 08′ 03″ | 0,005864     | 92              |          |
| UGCA 353      | SB(rs)c    | 13h 24m 41.8s | -19° 41′ 45″ | 0,006551     | 101             |          |

| Nome Galassia     | Tipo         | R.A (J2000)   | DEC (J2000)  | Redshift (z) | Distanza M a.l. | Immagine |
| ----------------- | ------------ | ------------- | ------------ | ------------ | --------------- | -------- |
| NGC 4457          | (R)SAB(s)0/a | 12h 28m 59.0s | +03° 34′ 14″ | 0,002942     | 55              |          |
| NGC 4487          | SAB(rs)cd    | 12h 31m 04.4s | -08° 03′ 14″ | 0,003456     | 62              |          |
| NGC 4504          | SA(s)cd      | 12h 32m 17.4s | -07° 33′ 48″ | 0,003329     | 60              |          |
| NGC 4517          | SA(s)cd      | 12h 32m 45.6s | +00° 06′ 54″ | 0,003764     | 66              |          |
| NGC 4546          | SB(s)0-      | 12h 35m 29.5s | -03° 47′ 35″ | 0,003526     | 62              |          |
| NGC 4586          | SA(s)a       | 12h 38m 28.4s | +04° 19′ 09″ | 0,002648     | 50              |          |
| NGC 4592          | SA(s)dm      | 12h 39m 18.7s | -00° 31′ 55″ | 0,003566     | 63              |          |
| M104 (o NGC 4594) | SA(s)a       | 12h 39m 59.4s | -11° 37′ 23″ | 0,003416     | 61              |          |
| NGC 4597          | SB(rs)m      | 12h 40m 12.9s | -05° 47′ 57″ | 0,003466     | 62              |          |
| NGC 4665          | SB(s)0/a     | 12h 45m 06.0s | +03° 03′ 21″ | 0,003042     | 56              |          |
| NGC 4666          | SABc         | 12h 45m 08.6s | -00° 27′ 43″ | 0,005101     | 83              |          |
| NGC 4684          | SB(r)0+      | 12h 47m 17.5s | -02° 43′ 39″ | 0,005204     | 84              |          |
| NGC 4701          | SA(s)cd      | 12h 49m 11.6s | +03° 23′ 19″ | 0,002406     | 47              |          |
| NGC 5054          | SA(s)bc      | 13h 16m 58.5s | -16° 38′ 05″ | 0,005811     | 91              |          |
| NGC 5170          | SA(s)c       | 13h 29m 48.8s | -17° 57′ 59″ | 0,005006     | 80              |          |
| NGC 5247          | SA(s)bc      | 13h 38m 03.0s | -17° 53′ 03″ | 0,004520     | 73              |          |
| MCG-3-33-30       | IB(s)m       | 13h 03m 16.7s | -17° 25′ 23″ | 0,002475     | 48              |          |